# Hugo Grotius
Hugo Grotius (Delft, 10. travnja 1583. – Rostock, 28. kolovoza 1645.), također poznat kao Huig de Groot i Hugo de Groot, bio je nizozemski humanist, diplomat, pravnik, protestantski teolog, državnik, pjesnik i dramatičar. 
Rođen je u Delftu i studirao je na Sveučilištu u Leidenu. Bio je zatvoren u dvorcu Loevestein zbog svoje upletenosti u kontroverze oko vjerske politike Nizozemske Republike, ali je pobjegao skriven u škrinji s knjigama koja je prevezena u Gorinchem. Grotius je većinu svojih glavnih djela napisao u progonstvu u Francuskoj.
Grotius je bio među vodećim ličnostima u područjima filozofije, političke teorije i prava tijekom 16. i 17. stoljeća. Zajedno s ranijim djelima Francisca de Vitoria i Alberica Gentilija, njegovi su spisi postavili temelje međunarodnog prava, utemeljena na prirodnom pravu u njegovoj protestantskoj strani. Dvije njegove knjige imale su trajan utjecaj na području međunarodnog prava: De jure belli ac pacis (hrv. „O pravu rata i mira”) posvećena Luju XIII. i Mare Liberum (hrv. „Slobodna mora”) za koju je Grotius bio nazvan „ocem međunarodnog prava”. Pridonio je razvoju pojma prava. Prije njega, prava su prije svega bila shvaćena kao vezana uz objekte; nakon njega, vide se kao pripadnost osobama, kao izraz sposobnosti djelovanja ili kao sredstvo za ostvarenje nečega.
Peter Borschberg sugerira da je Grotius bio pod znatnim utjecajem Francisca de Vitorie i škole iz Salamance u Španjolskoj, koji su podržavali ideju da suverenitet nacije ne leži jednostavno u vladaru kroz Božju volju, već potječe od njezinih ljudi, koji pristaju prenijeti takvu vlast na vladara. Također se smatra da Grotius nije bio prvi koji je formulirao doktrinu međunarodnog društva, ali je bio jedan od prvih koji je izričito definirao ideju jednog društva država, kojim se ne upravlja silom ili ratom, već stvarnim zakonima i zajedničkim dogovorom za provođenje te zakone. Kao što je Hedley Bull izjavio 1990.: „Ideja međunarodnog društva koju je Grotius zastupao dobila je konkretan izraz u Westfalskom miru, a Grotius se može smatrati intelektualnim ocem ovog prvog općeg mirovnog rješenja modernog doba.” Dodatno, njegov doprinos arminijanskoj teologiji pomogao je kasnijim arminijanskim pokretima, kao što su metodizam i pentekostalizam; Grotius je priznat kao značajna osoba u arminijansko-kalvinističkoj raspravi. Zbog svoje teološke podloge slobodne trgovine, također se smatra „ekonomskim teologom”.
Nakon što je s vremenom izblijedio, utjecaj Grotiusovih ideja oživio je u 20. stoljeću nakon Prvoga svjetskog rata.

## Galerija
- Grotiusov rukopis (oko 1604.-1605.) iz spisa De jure praedae.
- Michiel Jansz. van Mierevelt: Hugo Grotius s 25 godina.
- Kip Huga Grotiusa u Delftu.
- Škrinja s knjigama izložena u Loevesteinu, za koju se pretpostavlja da je ona u kojoj je Grotius pobjegao 1621.